# Sirri
Pour les articles homonymes, voir Siri.

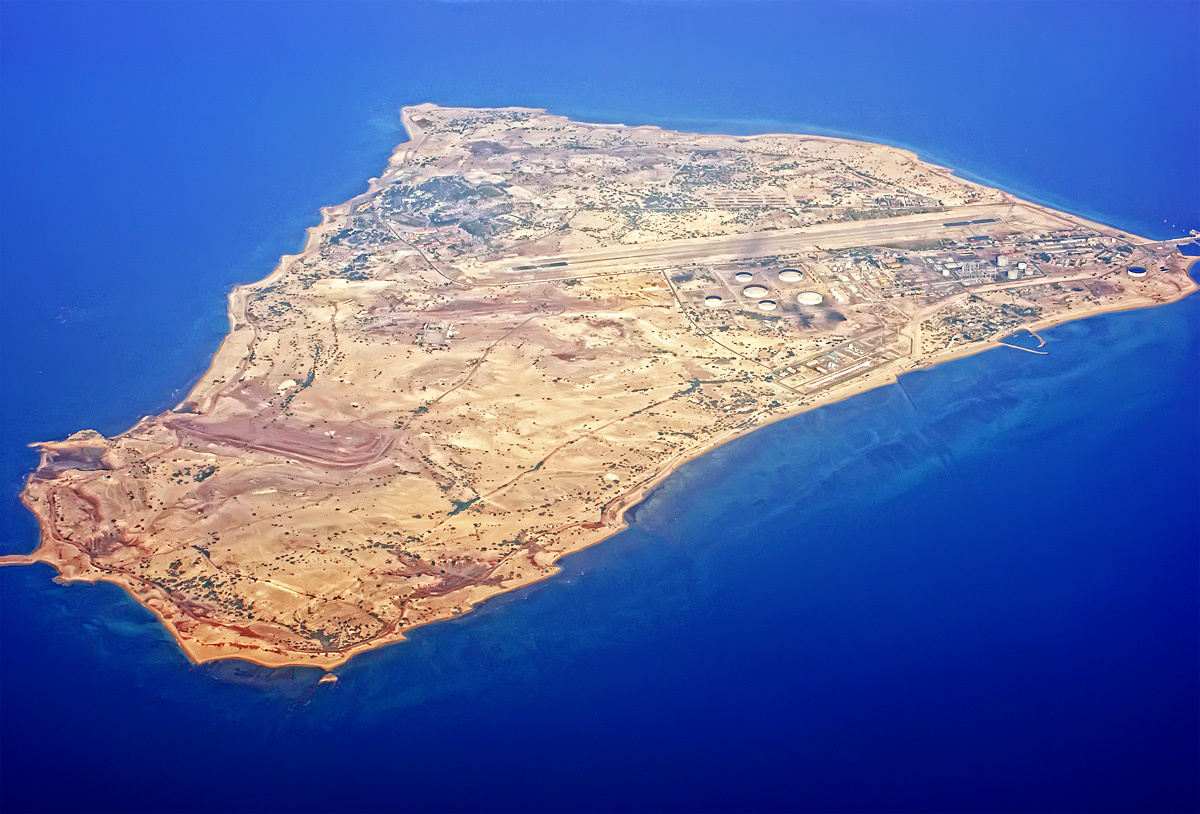
Ile Sirri

L'île Sirri (en persan : سیری) est une île d'Iran située dans le golfe Persique. Elle se trouve à 50 km au nord-ouest de l'île Abu Moussa et à 76 km au sud de Bandar-e Lengeh, sur la côte iranienne.
Elle couvre une superficie de 17,3 km2 et son point le plus élevé se trouve à 33 m au-dessus du niveau de la mer. Comme les autres îles du golfe, son climat est chaud et humide.

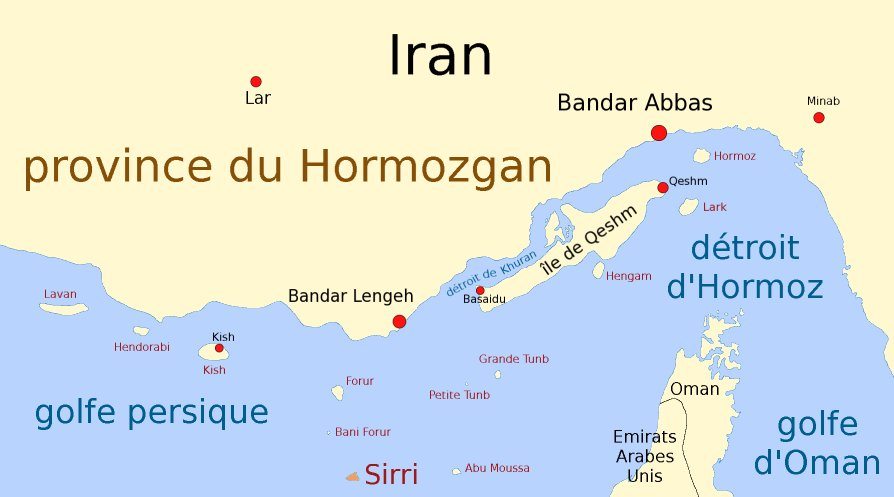
Sirri et ses environs

## Terminal pétrolier
Sirri abrite le troisième plus important terminal d'export de pétrole du pays, avec une capacité d'export de 4,4 millions de barils / jour. Il peut accueillir des pétroliers de entre 80000 et 330000 tonnes. 
La plate-forme pétrolière fut détruite par l'US Navy durant la Bataille des plates-formes pétrolières Sassan et Sirri le 18 avril 1988. Elle est reconstruite par la suite après la guerre.

## Source
- (en) Cet article est partiellement ou en totalité issu de l’article de Wikipédia en anglais intitulé « Sirri Island » (voir la liste des auteurs).